# راجر الی
راجر الی (انگلیسی: Roger Eli؛ زادهٔ ۱۱ سپتامبر ۱۹۶۵) بازیکن فوتبال اهل بریتانیا است.
از باشگاه‌هایی که در آن بازی کرده‌است می‌توان به باشگاه فوتبال برافورد پارک آونیو، باشگاه فوتبال کمبریج یونایتد، باشگاه فوتبال لیدز یونایتد، باشگاه فوتبال یورک سیتی، باشگاه فوتبال کرو آلکساندرا، باشگاه فوتبال بری، باشگاه فوتبال اسکانتورپ یونایتد، باشگاه فوتبال ولورهمپتون واندررز، باشگاه فوتبال نورتویچ ویکتوریا، باشگاه فوتبال پاتریک تیسل، و باشگاه فوتبال برنلی اشاره کرد.